# アブハジア国立大学
アブハジア国立大学（アブハジアこくりつだいがく、英: Abkhazian State University）は、ジョージア内のアブハジアにある大学。スフミ教育研究院を前身として、1979年に開学された。アブハジアで唯一の大学である。
物理・数学部、生物・地理学部、史学部、哲学部、経済学部、法学部、教育・農業工学部からなる。
1932年にスフミ農業教育研究院として設立され、翌年「マキシム・ゴーリキー教育研究院」に再編された。1978年、街頭デモの発生をうけて、アブハズ人、ジョージア人、ロシア人と民族別に分かれたアブハジア国立大学となった。1989年にはジョージア人の学生が、ジョージア人のセクションをトビリシ国立大学の分校とするよう要求したが、これにアブハズ人が反発してスフミ市街での暴動に発展した。
2018年には教員交換プログラムの一環として、大学の教授がアメリカ合衆国のアリゾナ州立大学、サンディエゴ州立大学、ラトガース大学、バージニア工科大学、ペンシルベニア州立大学、メリーランド大学カレッジパーク校や農務省を歴訪した。
2020年には、アルメニア国立農業建設大学、ロシアの北カフカース連邦大学、南オセチア国立大学と「大カフカース」フォーマットを創設し、相互協力やロシア語の使用の推進で合意した。